# Popolo

La libertà che guida il popolo, di Eugène Delacroix.

La parola popolo nel suo significato più specifico è un termine giuridico che indica l'insieme delle persone fisiche che sono in rapporto di cittadinanza con uno Stato tali da essere titolari della sovranità che il più delle volte non viene esercitata in maniera diretta, ma delegata a uno o a più rappresentanti.
Il lemma popolo può assumere anche: 
- un significato storico-culturale (il popolo italiano nella sua storia precedente il 1861);
- etnico-geografico;
- o religioso; per esempio, l'Antico Testamento fa riferimento al popolo di Mosè, che viene considerato accomunato da una religione e una cultura[3].

## Descrizione
"Popolo" non è da confondere con la parola "popolazione", che indica genericamente l'insieme degli individui che abitano uno stesso territorio. 
Terzo termine della distinzione è la "nazione", che indica un gruppo specifico di esseri umani accomunati da un sentimento durevole di appartenenza a tale gruppo poiché possiedono in tutto o in parte caratteristiche comuni di lingua, cultura, religione, usi e tradizioni.
Ferme restando le corrette definizioni di nazione in termini di comunanza di lingua, di costumi e di istituzioni sociali, e di popolo in riferimento al comune sentimento di appartenenza, le parole nazione e popolo vengono talora confuse tra loro cosicché l'una si sostituisce di fatto all'altra.

Nella Dichiarazione Universale dei Diritti Collettivi dei Popoli, si afferma:
Secondo l'affermazione recente di questi concetti e conformemente alle lingue francese e inglese, la parola nazione tende ad assumere un significato più politico che culturale, mentre la parola popolo tende ad assumere un significato più culturale che politico. 
Senza avere la pretesa di risolvere la questione, si noti che mentre il termine "popolo" può essere utilizzato sia nell'accezione giuridica che in quella sociologica, il termine "nazione" può essere usato solo per intendere quest'ultimo significato. Quindi si rileva come un uso corretto della terminologia imporrebbe di differenziare i due termini riservando come più opportuno rispetto a "popolo" l'uso di "nazione" con significato sociologico in quanto termine di minore estensione e maggior capacità definitoria.

## Nazione ed etnia
Si suppone che gli individui di un popolo condividano valori, credenze e identità di gruppo. Ma in pratica è stato spesso difficile definire con precisione un tale gruppo, a causa della sua natura mutevole e cangiante nel tempo e nello spazio. Si consideri l'esempio del popolo austriaco che al momento dell'annessione alla Germania venne considerato come appartenente alla nazione tedesca e di fatto fu identificato giuridicamente come coincidente con il popolo tedesco. 
Per una maggiore definizione e distinzione tra popolo e nazione si introdusse allora il concetto di "etnia", una sorta di "nazione per difetto", stabilendo delle differenze di razza all'interno dello stesso concetto di nazione per cui ad esempio nei decenni del 1930 e 1940 vi fu in Germania una nazione tedesca con comunanza di lingua, usi, costumi ma di razza ebraica rispetto al popolo tedesco di razza pura, ariana.

## Popolo e moltitudine
Paolo Virno, convinto della necessità di un nuovo linguaggio della politica che chiarisca le trasformazioni economiche, sociali e culturali che da più di un decennio caratterizzano le società occidentali, introduce nell'opera Grammatica della moltitudine, una riflessione sul contrasto tra i termini di "popolo" e "moltitudine" che generarono un'accesa polemica teorico filosofica nel XVII secolo. Quando avvenne la formazione degli stati nazionali fu il termine popolo a prevalere e Virno si domanda se non sia venuto il tempo di restaurare l'altro concetto.
I primi a discutere sulla contrapposizione di popolo-moltitudine furono Spinoza e Hobbes. Per Spinoza, la "multitudo" è quell'insieme di persone che nell'azione politica e in quella economica, pur agendo collettivamente non perdono il senso della propria individualità, resistendo sempre alla riduzione a unica massa informe, com'è nel termine di "popolo". Per Spinoza moltitudine è dunque la base delle libertà civili.
Al contrario Hobbes vede nel concetto di moltitudine, cioè in una pluralità che non si sintetizza nell'uno, il più grave pericolo per l'autorità dello Stato che esercita il «supremo imperio».